# William J. Gaston
William J. Gaston, född 19 september 1778 i New Bern i North Carolina, död 23 januari 1844 i Raleigh i North Carolina, var en amerikansk federalistisk politiker och jurist. Han var ledamot av USA:s representanthus 1813–1817.
Gaston utexaminerades 1796 från College of New Jersey och studerade sedan juridik. Han inledde 1798 sin karriär som advokat i New Bern.
Gaston efterträdde 1813 William Blackledge som kongressledamot och efterträddes 1817 av Jesse Slocumb.
Gaston avled 1844 och gravsattes på Cedar Grove Cemetery i New Bern.